# Le Maître de Lassie
Pour plus de détails, voir Fiche technique et Distribution.
Le Maître de Lassie (Hills of Home) est un film américain réalisé par Fred M. Wilcox en 1948.

## Synopsis
En Écosse, au XIXe siècle, de jour comme de nuit, par tous les temps, le docteur MacLure arpente vallées et collines pour aller soigner ses malades. Un jour, en paiement de ses nombreuses visites, le fermier Milton lui donne une chienne colley, Lassie. Mais l'animal a peur de l'eau et nombreuses sont les rivières à traverser à gué sur le parcours du bon docteur.

## Fiche technique
- Titre : Le Maître de Lassie
- Titre original : Hills of Home
- Réalisation : Fred M. Wilcox
  - Assistant réalisateur : Earl McEvoy
- Scénario : William Ludwig, d’après l'œuvre littéraire d'Eric Knight
- Musique : Herbert Stothart
  - Assistants compositeurs : Alberto Colombo, Robert Franklyn et Albert Sendrey
- Photographie : Charles Edgar Schoenbaum
- Montage : Ralph E. Winters
- Direction artistique : Cedric Gibbons et Eddie Imazu
- Décors : Edwin B. Willis et Paul G. Chamberlain
- Costumes : Arlington Valles
- Coiffure : Sydney Guilaroff
- Maquillage : Jack Dawn
- Techniciens du son :
- Direction d’enregistrement : Douglas Shearer
- Effets sonore : Frank McKenzie et Charles E. Wallace
- Effets spéciaux : Warren Newcombe
- Mixage et enregistrement de la musique :
- Script : Jack Aldworth
- Année de la production : 1948
- Production : Robert Sisk
- Société de production : Metro-Goldwyn-Mayer (MGM)
- Pays de production :  États-Unis
- Année : 1948
- Langue originale : anglais
- Format : couleur (Technicolor) – 35 mm – 1,37:1 – mono (Western Electric Sound System)
- Genre : film d'aventure
- Durée : 97 minutes
- Dates de sortie : 
  - États-Unis : 18 décembre 1948
  - France : 7 juillet 1953

## Distribution
- Edmund Gwenn : Dr William MacLure
- Lumsden Hare (V.F : Jean d'Yd)  : Lord Kilspindie
- Donald Crisp  (V.F : Jacques Berlioz)  : Drumsheugh
- Tom Drake : Tammas Milton
- Janet Leigh (V.F : Rolande Forest)  : Margit Mitchell
- Rhys Williams  (V.F : Pierre Morin)  : M. Milton
- Reginald Owen : Hopps
- Alan Napier (V.F : Abel Jacquin)  : Sir George
- Edmund Breon : Jamie Soutar
- Douglas Walton (non crédité) : le pasteur
- Pal : joue le rôle de Lassie est une chienne colley héroïne Lassie